# 氟地西泮
氟地西泮（Fludiazepam）是由羅氏藥廠（Hoffman-LaRoche）在20世紀60年代所開發的一種苯二氮平類藥物之衍生藥物，和地西泮有密切關聯。在日本商品名由住友制药販售、在台灣商品名 「癒利舒盼錠」（Erispan）由生達化學製藥販售、福安源錠（Flupine）強生化學製藥廠販售，用0.25毫克的片劑裝來銷售。 
氟地西泮通過增強GABA的抑制性來發揮其藥理特性，且氟地西泮對苯二氮卓受體（benzodiazepine receptor）比起對地西泮來有四倍多的結合親和力。它具有抗焦慮、抗驚厥、鎮靜、催眠及骨骼肌鬆弛等特性。不過，氟地西泮有藥物濫用的潛在趨勢，在多個國家列為管制藥品，例如在台灣為第四級管制藥品，在日本為第三級精神藥品。

## 外部連結
- （日語） Erispan フルジアゼパム錠，細粒[永久] (PDF) Dainippon Sumitomo Pharma. November 2005.
- （日語） Official Dainippon Sumitomo Pharma Website （页面存档备份，存于）